# Distretto di Si Banphot
Il distretto di Si Banphot (in thailandese: ศรีบรรพต) è un distretto (amphoe) della Thailandia, situato nella provincia di Phatthalung.